# Teucrium schoenenbergeri
Espèce
Teucrium schoenenbergeri est une espèce de plantes à fleurs de la famille des Lamiaceae endémique de la Tunisie.